# Tribunale penale federale

Logo del tribunale.

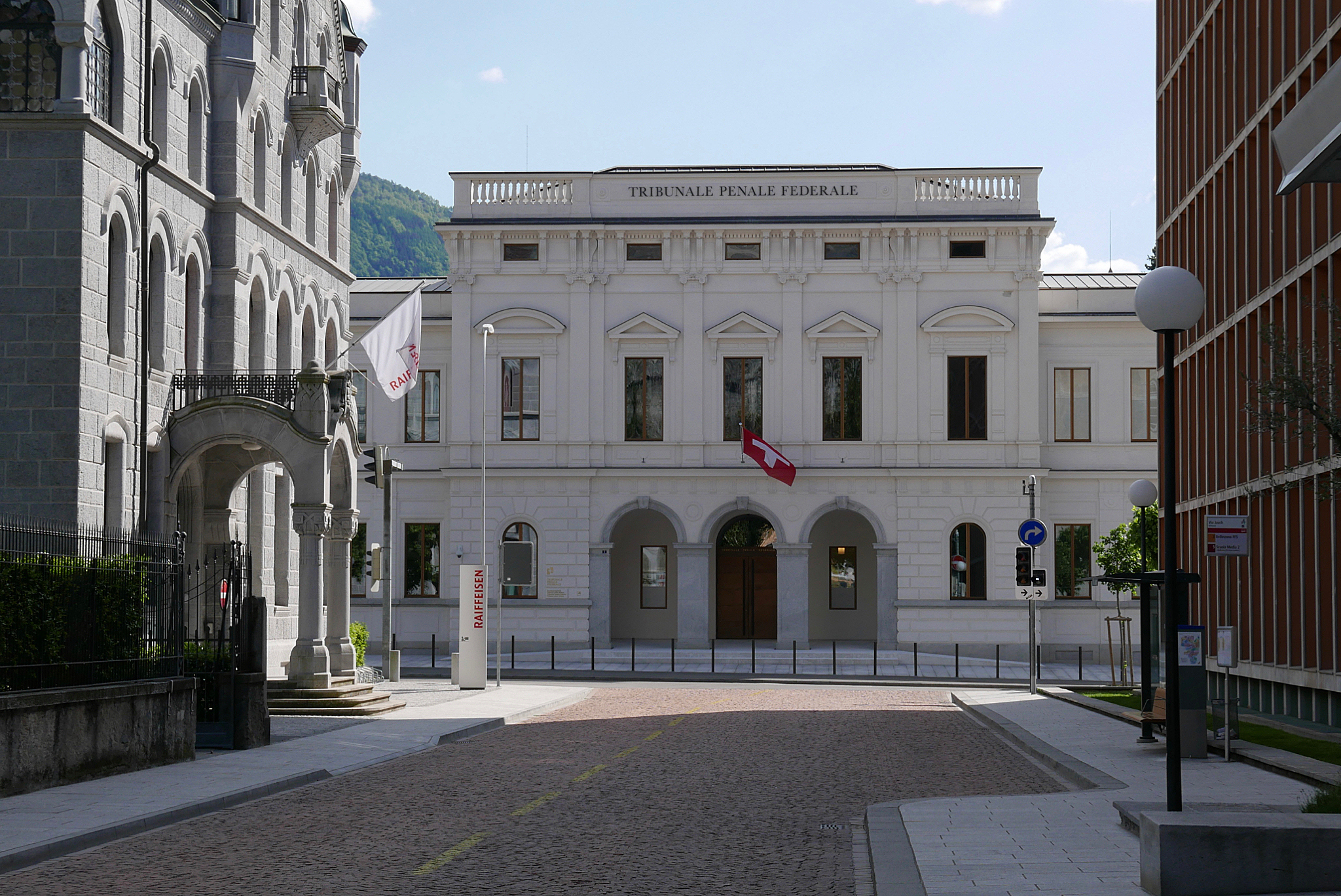
Il Tribunale penale federale.

Il Tribunale penale federale (TPF; in tedesco Bundesstrafgericht (BStGer), in francese Tribunal pénal fédéral (TPF), in romancio Tribunal penal federal (TPF)), è un tribunale della Confederazione svizzera con sede a Bellinzona, dove ha iniziato le sue attività nel 2004.

## Basi legali
L'articolo 191a cpv. 1 della Costituzione federale svizzera del 18 aprile 1999 (Cost., RS 101) prevede che la Confederazione istituisce una Corte penale chiamata a giudicare in prima istanza le cause penali che la legge attribuisce alla giurisdizione federale. Sempre in virtù di questa disposizione la legge può conferirle altre competenze.
La legge sull'organizzazione delle autorità penali della Confederazione del 19 marzo 2010 (legge sull'organizzazione delle autorità penali, LOAP; RS 173.71) definisce la posizione istituzionale, l'organizzazione e le competenze del Tribunale penale federale, nonché il diritto procedurale applicabile.
Il Tribunale penale federale ha inoltre più concretamente disciplinato mediante apposito regolamento sull'organizzazione del 31 agosto 2010 (regolamento sull'organizzazione  del TPF; ROTPF; RS 173.713.161) il proprio funzionamento organizzativo ed amministrativo.

## Competenze
Il Tribunale penale federale giudica, mediante la propria Corte penale, tutte le cause sottoposte dalla legge alla giurisdizione penale federale; in primo luogo i reati elencati agli articoli 23 e 24 del Codice di diritto processuale penale svizzero del 5 ottobre 2007 (Codice di procedura penale, CPP; RS 312.0); a questi si aggiungono ulteriori reati di diritto penale ordinario e di diritto penale amministrativo che altre leggi federali attribuiscono alla giurisdizione federale.
Il Tribunale penale federale giudica inoltre, mediante la propria Corte dei reclami penali, i gravami contro le attività processuali svolte dalla polizia, dal Ministero pubblico della Confederazione, dalla propria Corte penale e dal giudice dei provvedimenti coercitivi. Inoltre la legge le attribuisce ulteriori competenze, fra le quali spicca per importanza materiale e statistica il sindacato giudiziario in ambito di assistenza internazionale in materia penale, comprese le estradizioni.
Inoltre, nel 2019 è stata costituita la Corte d’appello che, quale autorità giudiziaria federale di seconda istanza in ambito penale, statuisce sugli appelli inoltrati contro le sentenze della Corte penale che concludono, in tutto o in parte, il procedimento. Essa giudica altresì le istanze di revisione presentate contro le sentenze della Corte penale e della Corte d’appello passate in giudicato, nonché contro i decreti d’accusa del Ministero pubblico della Confederazione, le decisioni giudiziarie successive e le decisioni emanate nella procedura indipendente in materia di misure.

## Organizzazione e dimensioni
In base agli articoli 32 e segg.  LOAP il tribunale si compone delle già citate corti (rette dai rispettivi presidenti) e di un segretariato generale, con relativi servizi. Il tribunale dispone inoltre dei seguenti organi direttivi: la corte plenaria, la presidenza e la commissione amministrativa.
Presso il Tribunale penale federale lavorano (stato al 24 agosto 2023) circa 80 collaboratori, di cui 22 giudici ordinari.